# 保定专区
保定专区，中华人民共和国河北省已撤销的行政区，在今河北省中部。1949年置，专员公署驻保定市，辖清苑、易县、满城、徐水、涞源、定兴、完县、唐县、望都、涞水、涿县、高阳、安新、雄县、容城、新城、固安17县。
1954年，原定县专区所属定县、曲阳、阜平、安国、博野、蠡县6县划入；固安县划归通县专区。辖22县。
1958年，保定市划归保定专署领导。同年，专区辖县大调整：
1. 撤销曲阳县，并入定县。
2. 撤销蠡县，并入高阳县；
3. 撤销博野县，并入安国县；
4. 撤销定兴县，并入徐水、易县2县；
5. 撤销涞水县，并入涿县、易县2县；
6. 撤销容城、安新2县，并入徐水县；
7. 撤销新城、雄县2县，并入涿县；
8. 撤销望都县，并入唐县；
9. 撤销清苑县，并入保定市和唐县；
10. 撤销完县、满城2县，并入保定市；

调整后，保定专区辖保定市及徐水、涿县、高阳、安国、定县、阜平、唐县、易县、涞源9县。
1960年，恢复清苑、安新2县；撤销保定专区，辖县划入保定市，保定市改由省直辖。1961年，恢复保定专区，专署驻保定市，保定市改由保定专署领导；恢复曲阳、满城、定兴、雄县4县。1962年，恢复蠡县、完县、博野、涞水、新城、容城、望都7县。至此，保定专区辖保定市及涞水、易县、涿县、新城、定兴、雄县、容城、徐水、安新、高阳、蠡县、安国、博野、清苑、定县、望都、阜平、曲阳、唐县、完县、涞源、满城22县。
1968年，撤销保定专区，改置保定地区。